# Saint-Justin (Quebec)
Saint-Justin es un municipio canadiense situado en la provincia de Quebec.

## Superficie
Saint-Justin tiene una superficie de 78,96 km².

## Demografía
En 2021, tenía 961 habitantes, una densidad poblacional de 12,2 hab./km², y 511 viviendas.